# 이동환 (1966년)
이동환(李東奐, 1966년 4월 11일~)은 대한민국의 정치인이다. 제11대 고양시장이다.

## 학력
- 대구경신고등학교 졸업
- 고려대학교 건축공학 학사
- 서울대학교 환경대학원 환경계획학 석사
- 연세대학교 대학원 공학 박사

## 경력
- 주)엘드 기획실 이사
- 남양주 지금․도농 재정비촉진지구 도시계획MP
- 의정부 금의재정비촉진지구(뉴타운)촉진계획 수립 총괄계획팀 분야전문 MP
- 순천시 금곡 거점확산형 주거환경개선사업 대표 MP
- 킨텍스 제2전시장 건립자문단 자문위원
- 남양주 지역혁신협의회 위원
- 고양시 도시계획위원회 위원
- 자유민주연합 건설교통 전문위원
- 이재창 국회의원 수석보좌관
- 사)주거환경연구원 연구실장
- 서울산업대학교 건축학부 겸임교수
- 연세대학교 도시공학과 연구교수
- 고양시 의제21 상임대표
- 사)사람의도시연구소 소장
- 대통령직속 국가건축정책위원회 초대협력관
- 새누리당 수석부대변인
- 홍익대학교 겸임교수
- 연세대학교 겸임교수
- 민선6기 경기도 정무실장
- 자유한국당 고양시병 당협위원장
- 윤석열 후보 선대위 정책본부 국토정책위 팀장
- 20대 윤석열 대통령직인수위원회 자문위원
- 2022.07 ~ : 제11대 민선 8기 경기도 고양시장
- 2022.08 ~ 2023.06: 대한민국특례시시장협의회 공동회장 겸 감사
- 2023.07 ~ 2024.06: 대한민국특례시시장협의회 대표회장
- 2024.07 ~ : 대한민국특례시시장협의회 공동회장

## 역대 선거 결과
|  | 27.28% |

|  | 52.14% |

| 전임 이재준 | 제11대 경기도 고양시장(민선) 2022년 7월 1일 ~ 현직 |  |